# 福格尔桑
福格尔桑（德語：Vogelsang）是德国勃兰登堡州的市镇，隶属于奥得-施普雷县，总面积为5.86平方千米，截至2020年总人口为708人。